# Phil Katz
Phillip Walter Katz, znany lepiej jako Phil Katz (ur. 3 listopada 1962 w Milwaukee, zm. 14 kwietnia 2000 w Milwaukee) – amerykański programista komputerowy, twórca firmy PKWare i autor programu do kompresji PKZIP dla systemu operacyjnego MS-DOS.
Phil Katz ukończył w 1980 Nicolet High School w Glendale i rozpoczął studia informatyczne na Uniwersytecie Wisconsin-Milwaukee (UWM). W tym czasie rodzice Walter i Hildegard kupili Philowi jego pierwszy komputer. W 1981, w wieku 55 lat, wkrótce po operacji na otwartym sercu zmarł jego ojciec Walter. W 1984 został absolwentem informatyki UWM. Po ukończeniu studiów w 1984 zatrudnił się jako programista w firmie Allen-Bradley Co. W 1986 przeniósł się do firmy Graysoft, którą opuścił w 1987. W tym czasie rozpoczął projekt mający na celu stworzenie alternatywy dla popularnego wówczas programu Arc służącego do kompresji plików. Początkowa wersja programu nosiła nazwę PKArc. W 1986 założył własną firmę PKWARE, Inc. (Phil Katz Software). W 1988 firma System Enhancement Associates (SEA), twórca programu Arc, złożyła pozew przeciwko Katzowi i jego firmie o naruszenie praw autorskich i znaku firmowego. Między stronami doszło do porozumienia, które obejmowało poufną umowę wzajemnej licencji oraz odszkodowanie o nieujawnionej wysokości dla firmy SEA. Udostępnienie programu PKZIP jako shareware przyczyniło się do zdobycia popularności oprogramowania Katza i formatu ZIP.
7 maja 1991 został po raz pierwszy zatrzymany przez policję w czasie jazdy pod wpływem alkoholu. Około rok później ponownie skazano go za jazdę pod wpływem alkoholu. Między 1994 a wrześniem 1999 pięciokrotnie aresztowano Katza za prowadzenie samochodu po zawieszeniu lub unieważnieniu prawa jazdy. Sądy sześciokrotnie wydawały nakazy związane z prowadzeniem pojazdu, w tym dwa za poręczeniem majątkowym.
W 2011 Phil Katz został wprowadzony do Galerii Sław IT (IT Hall of Fame).
Zmarł wskutek powikłań spowodowanych chronicznym alkoholizmem.